# Lactarius camphoratus
Lactarius camphoratus é um fungo que pertence ao gênero de cogumelos Lactarius, da ordem Russulales. Encontrado na Europa, foi descrito cientificamente em 1838 pelos micologistas Jean Baptiste François Pierre Bulliard e Elias Magnus Fries.